# Ilse Warringa
 (janvier 2019).
Si vous disposez d'ouvrages ou d'articles de référence ou si vous connaissez des sites web de qualité traitant du thème abordé ici, merci de compléter l'article en donnant les références utiles à sa vérifiabilité et en les liant à la section « Notes et références ».
Ilse Warringa, née le 1er juin 1975 à Dalfsen, est une actrice et doubleuse néerlandaise.

## Filmographie

### Cinéma
- 2011 : Webcam : La serveuse du bar
- 2016 : Rokjesdag (nl): La réceptionniste
- 2016 : Onze Jongens (nl) : Monique
- 2017 : Ron Goossens, Low Budget Stuntman (nl) : Jolanda
- 2017 : Coco : Mamá Imelda
- 2018 : Hôtel Transylvania 3 : La capitaine Ericka
- 2018 : De Film van Dylan Haegens (nl) de Dylan Haegens : Gerry
- 2018 : The Grinch (nl) : Donna Lou

### Téléfilms
- 2006 : Winx Club d'Iginio Straffi : Icy
- 2007-2012 : iCarly de Dan Schneider : Miss Briggs et diverses rôles
- 2010 : Victorious : divers rôles
- 2011-2016 : Toren C de Maike Meijer et Margôt Ros : Irene van der Horst
- 2012 : De Groote Markt 30 : Hanna
- 2012 : Welkom in de Gouden Eeuw (nl) : divers rôles
- 2014 : A'dam - E.V.A. (nl) : Dorien Kloosterboer
- 2014 : Welkom bij de Romeinen (nl) : divers rôles
- 2014 : Het Klokhuis (nl) : divers rôles
- 2015 : Violetta de Jorge Nisco : Priscilla Ferro (doublage)
- 2015 : Het geheim van Eyck (nl) : Dr Mosselman
- 2016 : La Famiglia (nl) : La voisine de la famille
- 2017 : B.A.B.S. (nl) : La mère de Tessa
- 2017 : Soof: Een nieuw begin als moeder Sterre
- 2018 : De Luizenmoeder (nl) : Juf Ank
- 2018 : De TV Kantine (nl) : Ilse DeLange
- 2018 : Foute Vriendinnen : elle-même
- 2018 : Welkom in de 80-jarige oorlog (nl) : divers rôles